# 13411 OLRAP
13411 OLRAP eller 1999 UO7 är en asteroid i huvudbältet som upptäcktes den 31 oktober 1999 av den franske matematikern och amatörastronomen Pierre Antonini på Mont Ventoux. Den är uppkallad efter Orchestre Lyrique de Région Avignon Provence (OLRAP).
Asteroiden har en diameter på ungefär 5 kilometer och den tillhör asteroidgruppen Eunomia.